# 超大質數
超大質數是指十進位中至少有一百萬位數的質數。
其他表示大質數的有泰坦尼克素數，由塞繆爾·耶茨在1980年代創造，指至少1000位數的質數，和巨大質數（至少有10000位數的質數）。
截止2025年5月17日，已知的超大質數有3354個，其位數超過一百萬位數，第一個被發現的是2^6972593-1，是一個梅森質數，其位數是2098960位數。
幾乎所有質數是超大質數，因為小於100萬位數的質數的數量有限，但是已知的質數大多數不是超大質數。
第一個可能是質數的超大質數是10^999999+593499，最後一個不是超大質數的可能質數是10^999999-172473。。